# Right to Dream Academy
La Right to Dream Academy è un'accademia calcistica africana, con una sede anche negli Stati Uniti, che si occupa di sviluppare i talenti locali.

## Storia
Fondata nel 1999 da Tom Vernon, imprenditore ed appassionato di calcio britannico, ha iniziato a lavorare su piccola scala nella zona di Accra, in Ghana, fino ad espandersi per tutta l'Africa occidentale. Dal 2008, la formazione Under-15 dell'accademia è diventata una delle più quotate in circolazione, raggiungendo anche le World Finals della Manchester United Premier Cup.
Al 2014, 24 calciatori prodotti dall'accademia hanno ottenuto un contratto professionistico nei vari campionati mondiali. In Ghana, le strutture della Right to Dream Academy sono a Takoradi, a Dawu e sulle rive del fiume Volta, nella regione orientale del paese.
A marzo 2014, l'accademia ha stretto un accordo di sponsorizzazione con Tullow Ghana.
Majeed Waris è stato il primo prodotto della Right to Dream Academy a giocare nel campionato mondiale, nel corso dell'edizione 2014.

## Palmarès

### Competizioni giovanili
- Milk Cup: 3

2017 (Under-16)
2015, 2016 (Under-14)